# 고양 대성암 육경합부
고양 대성암 육경합부는 대한민국 경기도 고양시 덕양구 북한동, 대성암에 있는 육경합부이다. 2015년 3월 9일 경기도의 문화재자료 제180호로 지정되었다.

## 개요
고양 대성암(大聖庵) 육경합부(六經合部)는 『금강경(金剛經)』·『화엄경보현행원품(華嚴經普賢行願品)』·『수릉엄신주(首楞嚴神呪)』·『아미타경(阿彌陀經)』·『관음예문(觀音禮文)』·『법화경보문품(法華經普門品)』등 조선 전기에 유행하던 6종의 경전을 한데 모아 조선 세조 6(1460)년에 선종 본사에서 간행한 목판본 1책으로, 효령대군(孝寧大君) 등 왕실의 지원을 받아 선종의 본사에서 세조6(1460)년에 당대 최고의 장인에 의해 매우 정교하게 판각 간행된 판본에 해당된다.

## 같이 보기
- 육경합부

## 참고 자료
- 고양 대성암 육경합부 - 국가유산청 국가유산포털